# William Elliott
Robert William Elliott (11 décembre 1920 - 20 mai 2011) est un homme politique conservateur britannique.

## Biographie
Son père, Richard Elliott, est un ancien conseiller municipal et maire de Morpeth.
Il est le candidat du Parti conservateur à l'élection partielle de Morpeth en 1954 et de nouveau pour la même circonscription aux élections générales de 1955, perdant à chaque fois par plus de 14 000 voix contre le candidat travailliste.
Il est élu député de Newcastle upon Tyne North lors d'une élection partielle en 1957 et occupe le siège jusqu'à sa retraite aux élections générales de 1983.
À partir de 1958, Elliott est secrétaire privé parlementaire (SPP), jusqu'en 1964, date à laquelle il est nommé whip de l'opposition, et devient whip du gouvernement lorsque les conservateurs reprennent le pouvoir en 1970.
Elliott est vice-président du Parti conservateur de 1970 à 1974. Il est fait chevalier en 1974 et devient lieutenant-adjoint du Northumberland en 1982.
Le 16 mai 1985, il est créé pair à vie en tant que baron Elliott de Morpeth, de Morpeth dans le comté de Northumberland et de la ville de Newcastle upon Tyne et siège à la Chambre des lords, où il est vice-président de 1992 à 2002 et vice-président des commissions de 1997 à 2002.